# Dis Van Berckelaer
Désiré (Dis) Van Berckelaer (Deurne, 2 mei 1960) is een Belgisch voormalig politicus voor CD&V en vervolgens de lokale partij BbA.

## Levensloop
Van Berckelaer doorliep zijn secundair onderwijs op het Xaveriuscollege te Borgerhout. Vervolgens studeerde hij Romaanse filologie aan de Universitaire Faculteiten Sint-Ignatius Antwerpen (UFSIA) en de Universitaire Instelling Antwerpen (UIA), alwaar hij in 1984 afstudeerde. Van 1986 tot 1991 was hij actief als leraar Frans. Van 1991 tot augustus 2003 was hij directeur van het Sint-Jozefsinstituut in Borsbeek. Daarop aansluitend ging hij aan de slag  voor het bisdom Antwerpen bij het Diocesaan Secretariaat Katholiek Onderwijs (DSKO), alwaar hij vanaf september 2010 tot september 2013 bisschoppelijk gedelegeerde Onderwijs was. In 2002 werd Van Berckelaar ook benoemd tot luitenant van de plaatselijke brandweer.
Van Berckelaer werd bij de gemeenteraadsverkiezingen van 2000 verkozen vanop de 19e plaats op de kieslijst van de CVP. Bij de gemeenteraadsverkiezingen van 2006 was hij lijsttrekker voor de CD&V-scheurlijst Borsbeek boven Alles (BbA).  Hij behaalde 732 voorkeurstemmen en werd verkozen als gemeenteraadslid. Na drie maanden moeizaam onderhandelen besloot hij geen mandaat in de nieuwe coalitie op te nemen en ook niet te zetelen als gemeenteraadslid. Bij de lokale verkiezingen van 2012 was hij wederom lijsttrekker, ditmaal behaalde hij 724 voorkeurstemmen.  Op 1 januari 2013 werd hij aangesteld als burgemeester van Borsbeek, alwaar hij een bestuurscoalitie leidde van N-VA, BbA en Groen. Bij de lokale verkiezingen van 2018 behaalde hij 1350 voorkeursstemmen als lijsttrekker van Iedereen Borsbeek, waarna zijn kartel (bestaande uit BbA, CD&V en Groen) een bestuursmeerderheid vormde met N-VA. Na de stembusgang van 2024 trok hij zich terug uit de politiek. Onder zijn bestuur werd besloten tot de fusie van Borsbeek met Antwerpen.